# تولوسا
بلدية طلوشة أو طلوسة أو طلوزة  (بالإسبانية: Tolosa) هي بلدية تقع في مقاطعة غيبوثكوا التابعة لمنطقة إقليم الباسك شمال إسبانيا.

## الديموغرافيا
بلغ عدد سكان بلدية تولوسا 18.232 نسمة عام 2011 (وفقاً للمعهد الوطني للإحصاء الإسباني).
| 17.979 | 18.113 | 18.015 | 17.829 | 17.888 | 18.044 | 18.232 |

## أعلام
- بيريكو ألونسو
- خوسيه نونيز
- تشابي ألونسو
- مايكل ألونزو
- إيكر غابارين